# Matilda Mother
„Matilda Mother“ je skladba britské rockové Pink Floyd, která poprvé vyšla jako třetí píseň na jejich debutovém albu The Piper at the Gates of Dawn v roce 1967. Napsal ji kytarista a zpěvák kapely Syd Barrett, jehož vokály v písni také zní (refrény a poslední sloka), z větší části ji ale nazpíval klávesista Rick Wright.

## Kompozice
Skladba začíná neobvyklou basovou a varhanovou mezihrou. Roger Waters zde opakovaně hraje notu B na 16. pražci struny G, kterou mění za nižší tóny mezi D a Fis na struně D. Na rozdíl od starších rockových a popových písní hraje kytara akordy jen zřídka, pro západní hudbu je taky neobvyklé Wrightovo sólo na varhany ve frygické dominantní stupnici Fis. Skladba je zakončena waltzem s bezeslovnými vokálními harmoniemi Wrighta a Barretta.
Text popisuje útržky pohádek, které čte matka svému dítěti na dobrou noc. Původní verze obsahovala verše ze sbírky Cautionary Tales for Children od britsko-francouzského spisovatele Hilaireho Belloca. Protože však manažer Andrew King nezískal od dědiců autorských práv povolení, musel Syd Barrett text před nahráváním přepsat, ale i přes to skladba evokuje Bellocovu báseň „Matilda“.

## Živé a alternativní verze
Na koncertech hráli Pink Floyd skladbu v letech 1966 až 1968. První zaznamenané vystoupení, kde tato píseň zazněla, se konalo 14. října 1966 v londýnském kostele Všech svatých a jednalo se o benefiční koncert pro London Free School. Naopak poslední doložený koncert se skladbou „Matilda Mother“ proběhl 26. července 1968 v Los Angeles.
Originální verze, která byla nahrána ve dnech 21. až 23. února 1967 při vůbec první nahrávací frekvenci pro debutové album pod EMI, má délku 3 minuty a 8 sekund. Nepočítaje box sety s celým albem The Piper at the Gates of Dawn byla tato píseň dále vydána v roce 1970 na kompilaci The Best of the Pink Floyd a o čtyři roky později na její reedici pod názvem Masters of Rock (chybně uvedena jako „Mathilda Mother“).
Na bonusovém disku reedice alba The Piper at the Gates of Dawn z roku 2007 (40. výročí vydání) se nachází alternativní verze písně, jejíž text částečně využívá Bellocovy básně ze sbírky Cautionary Tales for Children. Další alternativní verze s novým mixem vyšla v roce 2010 na kompilaci An Introduction to Syd Barrett.

## Původní sestava
- Syd Barrett – elektrická kytara, zpěv
- Rick Wright – elektronické varhany, zpěv
- Roger Waters – baskytara
- Nick Mason – bicí, perkuse